# Leen Persijn
Leen Persijn (23 november 1943) is een Belgische actrice en zangeres. Ze studeerde regentaat Beeldende Kunsten in Brugge. Ze kreeg de eerste prijs Toneel aan het Koninklijk Conservatorium Gent en was laureaat van het Humorfestival Beringen. Bovendien ontving ze de prijs "beste vertolking" van het Humorfestival Heist en heeft 4 LP's en 3 CD's op haar actief.

## Podiumproductie
(Datum van eerste opvoering)
- 1970: Het Ei
- 1971: Het Gesticht
- 1972: Ana Lusa
- 1975: Het Hemelbed
- 1977: Een vrouw als wij...
- 1977: Berlin-Broadway met Kurt Weill (met Teater Arena)
- 1981: Spijkers op hoog water
- 1983: We kleuren in een witte regenboog
- 1983: De Week van Sam
- 1983: Barrevoets op de Wolken lopen
- 1983: Ondersteboven
- 1984: Alles kits!
- 1984: Palmira
- 1984: Ik zeg... ik word
- 1986: Roest op de spiegel
- 1986: Tussen gisteren en morgen
- 1986: Recital Leen Persijn
- 1988: 24 vrouwen en ikzelf
- 1988: Ontgoocheltoeren
- 1988: Morgen kan ik alles
- 1989: Het onderzoek
- 1991: L'amour romantique
- 1992: Foto's van toen
- 1992: Orinoco en zo
- 1992: 't is maar hoe je het bekijkt
- 1993: Sinte Vrouwen
- 1994: Orfeo
- 1995: De koning en d rest
- 1996: De orkestrepetitie
- 1997: Kasper Hauser
- 1997: Van Zinnen en Zangen
- 1998: Gemeenschap
- 1998: Courage Bertolt
- 1998: Breekbaar Vanbinnen
- 1999: Hoort hoe het zingt vanbinnen
- 2000: Niemand is voorzien op zoveel zon.
- 2000: Springlevend
- 2001: (Funny) Valentine
- 2001: Samen ben je nooit alleen
- 2002: Gesponnen Suiker
- 2002: De eeuwigheid kan wachten
- 2003: Ik Sappho
- 2004: De Memoires van een onvoltooide HeiLige
- 2006: Imani
- 2007: Op het Puntje van de Tong
- 2008: Mist, mijn moeder en ik
- 2010: Perlas Perdidas
- 2014: Whizzz Bang
- 2015: Hola Zomaar Oma
- 2017: Angélique